# 77P/Лонгмора
Комета Лонгмора (77P/Longmore) — короткопериодическая комета из семейства Юпитера, которая была открыта 10 июня 1975 года австралийским астрономом Эндрю Лонгмором в обсерватории Сайдинг-Спринг. Обладает довольно коротким периодом обращения вокруг Солнца — всего чуть более 6,88 лет.

Орбита кометы Лонгмора и её положение в Солнечной системе

## История наблюдений
Эндрю Лонгмор обнаружил эту комету на фотопластинке, полученной P. R. Standen на 1,22 метровом телескопе Шмидта в обсерватории Сайдинг-Спринг в июне 1975 года. Комета была описана как диффузный объект 17 m звёздной величины с центральной конденсацией и слабым хвостом протяжённостью 15 угловых секунд. 
Первый вариант орбиты кометы был рассчитан и опубликован 5 августа британском астрономом Брайаном Марсденом. По трём точкам местоположения кометы, полученным 10 июня по 9 июля, он построил компьютерную модель эллиптической орбиты кометы с прохождением перигелия в 2 ноября 1984 года и периодом 7,05 года. Он также отметил, что согласно расчётам, в 1963 году комета испытала тесное сближение с Юпитером. Позднее более уточнённая модель орбиты дала дату прохождения перигелия кометой 4 ноября, а период 6,98 года.
Во время первого зарегистрированного появления кометы на небе её координаты были получены лишь для восьми позиций. Последний раз комету наблюдали в октябре V. M. и B. M. Blanco в обсерватории Серро-Тололо, когда она была сфотографирована с помощью 400-миллиметрового рефлектора. Яркость ядра кометы была оценена в 19 m звёздную величину.
S. W. Milbourn, использую все восемь позиций кометы (полученные с 1975 года) и учитывая гравитационные влияния Венеры и Нептуна, предсказал очередное возвращение кометы в точку перигелия 21 октября 1981 года. Первым вновь обнаружить комету удалось японскому астроному Цутому Сэки в ночь на 2-3 января 1981 года. Он описал её как диффузный объект с центральной конденсацией, яркостью 18 m звёздной величины. Таким образом, ошибка в расчётах S. W. Milbourn составила +0,23 суток. Последующие наблюдения были не многочисленны и отличались большим разбросом по времени. Так если первые две позиции кометы в 1981 году были получены в результате наблюдений 8 января и 6 февраля, то в следующий раз координаты кометы удалось зафиксировать лишь 6 июня. Последующие наблюдения и вовсе состоялись лишь более года спустя 26 июня 1982 года.